# Саккак (культура)
Саккак (гренл. Saqqaq) — одна из древних палеоэскимосских культур Гренландии, существовавшая примерно с 2500 г. по 800 г. до нашей эры. Название культуры происходит от одноимённого посёлка, вблизи которого находились изначальные археологические раскопки.
Культура Саккак является древнейшей из известных науке культур южной Гренландии. Саккак существовал одновременно с северогренландской культурой Индепенденс I. После упадка Саккак в южной Гренландии развивается ранняя культура Дорсет. Точное время исчезновения Саккак в западной части острова и освоения соответствующих территорий культурой Дорсет на данный момент не известно.
Представители культуры саккак жили охотой на различных морских птиц и животных.

## Археологические и генетические исследования
Обнаруженные в западной Гренландии (остров Диско) останки представителя культуры Саккак дали возможность проверить родственные связи исчезнувшего народа. Анализ ДНК мужчины (3885 лет до настоящего времени) со стоянки Кекертарсуак (гренл. Qeqertasussuk), которому исследователи дали имя Инук, показал, что люди культуры Саккак не были генетически родственны ни с какой ныне проживающей в Гренландии этнической группой, а являются дальними родственниками чукчей и коряков, проживающих в северо-восточной Сибири. У него была обнаружена Y-хромосомная гаплогруппа Q1a1b>Q-Z36017>Q-YP1475>Q-YP1475* и митохондриальная гаплогруппа D2a1>D2a1*.